# Bernard Norlain
Bernard Norlain (* 22. November 1939 in Vannes) ist ein französischer Kampfpilot und ehemaliger General der französischen Luftstreitkräfte. 
Von 1986 bis 1989 leitete Norlain das militärische Kabinett des damaligen französischen Ministerpräsidenten Jacques Chirac. Während des zweiten Golfkrieges war er Befehlshaber der Luftverteidigung. Seit seiner Pensionierung engagiert er sich in der Initiative „Global Zero“ und ist Präsident der monatlich erscheinenden Revue Défense Nationale. Er hat einen Sitz im Executive Board des European Leadership Network.

## Ehrungen
- Kommandeur der Ehrenlegion
- Kommandeur des Ordre national du Mérite
- Médaille de l’Aéronautique